# Viktor Hambardzumjan
Viktor Hamazaspi Hambardzumjan (armeniska: Վիկտոր Համազասպի Համբարձումյան, även ryska: Виктор Амазаспович Амбарцумян: Viktor Amazaspovitj Ambartsumjan), född 18 september 1908, död 12 augusti 1966, var en sovjetisk (armenisk) astrofysiker.
Hambardzumjan blev 1947 professor vid universitetet i Jerevan. Han utförde ett stort antal teoretiska undersökningar, särskilt rörande unga stjärnor och deras uppkomst. Bland annat visade Hambardzumjan att stjärnor ofta bildas som gles, expanderade grupper, så kallade associationer. Han påpekade tidigt att det i många galaxer måste finnas en enorm energiproduktion. Dessa aktiva galaxkärnor blev senare ett mycket aktuellt forskningsområde.

## Utmärkelser
- Asteroiden 1905 Ambartsumian[14]

- Arbetets Röda Fanas orden,  21 februari 1944
- Leninorden,  10 juni 1945
- Statliga Stalinpriset, 2:a graden,  1946
- Sovjetunionens statliga pris,  1946
- Statliga Stalinpriset, 1:a graden,  1950
- Sovjetunionens statliga pris,  1950
- Arbetets Röda Fanas orden,  19 september 1953
- Jules Janssens pris,  1956
- Janssenmedaljen,  1956
- Leninorden,  17 september 1958
- Brucemedaljen,  1960[15]
- Royal Astronomical Societys guldmedalj,  1960
- Medalj "för tapperhet i arbetet",  26 september 1960
- Hedersdoktor vid Sorbonne,  1965[16][17][18]
- Leninorden,  17 september 1968
- ”Hammare och skära”-guldmedaljen,  17 september 1968
- Utländsk ledamot av Royal Society,  24 april 1969[19]
- Lomonosov-guldmedaljen,  1971[20]
- Helmholtz-medaljen,  1971
- Kommendörskors av Republiken Polens förtjänstorden,  1973
- Leninorden,  1974
- Cothenius-medaljen,  1974
- ”Hammare och skära”-guldmedaljen,  15 september 1978
- Leninorden,  15 september 1978
- Oktoberrevolutionsorden,  16 september 1983
- Armeniska socialistiska sovjetrepublikens statspris,  1988
- Hedersmärke-orden,  23 december 1988
- Armenisk nationalhjälte,  11 oktober 1994
- Ryska federationens statspris,  1995
- Kyrillos och Methodios-orden
- Republiken Polens förtjänstorden
- Förtjänstfull vetenskapsman i Armenien
- Folkrepubliken Ungerns flaggorden
- Förtjänstfull vetenskapsman i Armeniska SSR
- Fellow of the American Academy of Arts and Sciences
- Hedersmedborgare i Jerevan
- Statliga Stalinpriset

[Redigera Wikidata]